# Эгмонт (национальный парк)

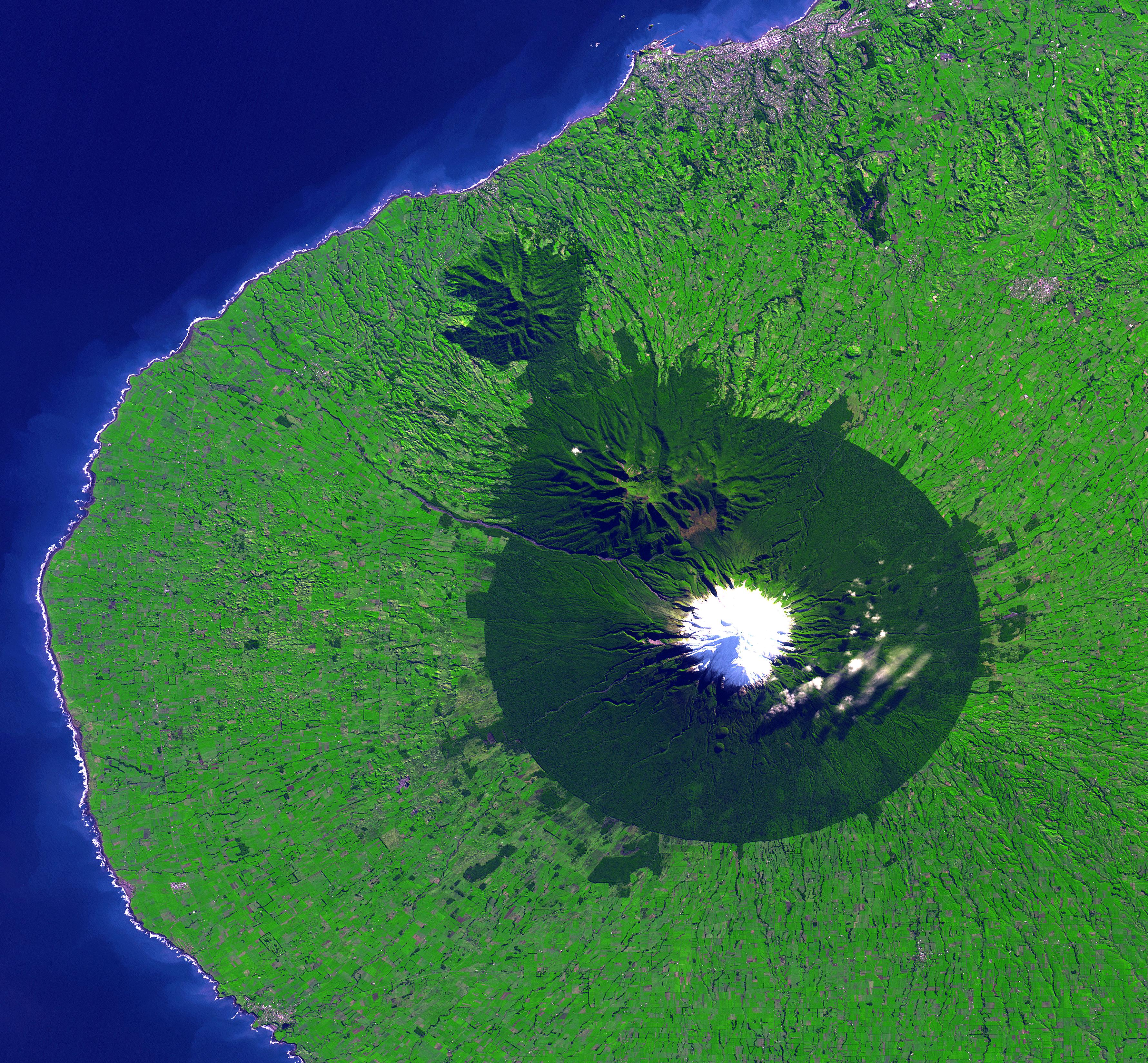
Территория национального парка

Национальный парк Эгмонт расположен на западе Северного острова Новой Зеландии. Доминантным в ландшафте национального парка является вулкан Таранаки. Согласно «ЭСБЕ», сперва, 13 января 1770 года, именем Эгмонд был назван Джеймсом Куком сам вулкан (в честь графа Эгмонта), но позднее название распространилось на весь парк.
В северо-восточной части находятся остатки двух других вулканов: Кайтаке и Пуакай. Национальный парк был образован в 1900 году, его площадь сегодня составляет 335,34 км².